# Onthophagus cupreopastillatus
Onthophagus cupreopastillatus é uma espécie de inseto do género Onthophagus da família Scarabaeidae da ordem Coleoptera.

## História
Foi descrita cientificamente pela primeira vez no ano de 2006 por Ochi & Kon.